# As-Sawwan as-Saghir
As-Sawwan as-Saghir (arab. الصوان الصغير) – wieś w Syrii, w muhafazie Aleppo, w dystrykcie Afrin. W 2004 roku liczyła 109 mieszkańców.